# Mariakyrkan, Värnamo
Mariakyrkan är en kyrkobyggnad i Värnamo i Jönköpings län. Den tillhör Marie födelses församling i Stockholms stift.

## Kyrkobyggnad
Kyrkan var distriktskyrka i Värnamo församling i stadsdelen Vråen i Värnamo. Den är ritad av Anders Berglund. Den invigdes 1977 av biskop Sven Lindegård. Den togs ur bruk 16 oktober 2022 inför försäljning till Katolska församlingen i Värnamo. Vid en gudstjänst avsakraliserades den av Svenska kyrkan. Den togs i bruk av Marie födelses församling 1 Advent 2022 och invigdes av biskop Kardinal Arborelius 14 januari 2023.

## Inventarier
- Altare, predikstol och dopfunt är utförda i kalkad furu. De är tillverkade av Haga möbelfabrik i Värnamo.
- Den förnämsta prydnaden i Mariakyrkan är en altarvävnad som illustrerar den rämnade förlåten i templet. Tre år tog det Kalmarkonstnärinnan Anna-Maria Hoke att väva denna bildväv, som är 8,6 m hög och nedtill 1,8 m bred.
- I kyrkorummets vägg är även en sten från Nydala kloster inmurad.

### Orgel
I kyrkan står en elorgel med två manualer och pedal samt ett elpiano.